# Haifa bint Faysal Al Sa'ud
Haifāʾ bint Fayṣal Āl Saʿūd (in arabo هيفاء بنت فيصل‎?; 1950) è una principessa saudita.

## Primi anni di vita
La principessa Haifāʾ è nata nel 1950 ed è figlia di re Faysal dell'Arabia Saudita e di 'Iffat al-Thunayan. È sorella germana dei principi Moḥammed, Saʿūd e Turki e delle principesse Luʾluʾa e Sāra.

## Accuse di finanziamento ai dirottatori dell'11 settembre
Dopo gli attentati dell'11 settembre 2001, è stata inquisita per una sequenza di pagamenti presumibilmente fatti a un cittadino saudita di nome Omar al-Bayumi, che è noto per aver assistito due dei dirottatori al loro arrivo nel sud della California, e che si è sospettato essere parte dell'Intelligence saudita. L'inchiesta ha confermato che alcuni dei pagamenti erano in effetti stati inoltrati alla moglie di al-Bayumi, Manal Bajadr; il significato di questi pagamenti (e la misura in cui essi possano aver aiutato i dirottatori) non è chiaro.
Nell'aprile del 1998, Osama Basnan, un cittadino saudita residente in California, ha scritto ad Hayfāʾ, consorte dell'allora ambasciatore del suo paese, Bandar bin Sultan Al Sa'ud, chiedendole denaro per pagare un intervento chirurgico alla tiroide per la consorte. Hayfāʾ inviò 15 000 dollari a Basnan, anche se la di lui moglie, Majeda Dweikat, non è stata effettivamente operata nei due anni successivi.
In seguito, tra il novembre 1999 e il marzo 2000, Hayfāʾ ha iniziato a inviare mensilmente assegni circolari a Dweikat di valore compreso tra i 2000 e i 3500 dollari, tramite la Riggs Bank. I pagamenti sono continuati fino al maggio 2002 e, infine, hanno raggiunto un valore totale tra i 51 000 e i 73 000 dollari. Questo tipo di elargizione, nota come zakat, non è insolita per i membri della Casa di Sa'ud e i cittadini sauditi che vivono all'estero.
Osama Basnan era da molti anni al centro di diverse indagini. Nel 1992, l'FBI aveva ricevuto informazioni che suggerivano un collegamento tra lui e un gruppo terroristico che in seguito si è associato ad Osama bin Laden. Nel 1993, è stato segnalato che Basnan ha ospitato una festa per lo sceicco Omar Abd al-Rahman, in seguito condannato all'ergastolo per terrorismo. Secondo un anonimo funzionario statunitense, Basnan "celebrava gli eroi dell'11 settembre", poco dopo gli attacchi, e ha definito tale data un "giorno meraviglioso e glorioso " Negli interrogatori e nelle indagini che hanno seguito l'attacco, Basnan ha dato testimonianze fortemente contraddittorie circa le somme ricevute e il suo rapporto con Bajadr e al-Bayumi. Basnan è stato incarcerato il 17 novembre 2002.
Si è scoperto che al-Bayumi aveva diversi collegamenti con due dei dirottatori: Khalid al-Mihdhar e Nawaf al-Hazmi. Egli li ha incontrati in un ristorante poco dopo l'arrivo dei due a Los Angeles, convincendoli a trasferirsi a San Diego. Per loro ha trovato un appartamento, co-firmato il contratto di locazione e prestato ai due 1500 dollari per l'affitto.
Al-Bayumi li ha poi fatti trasferire dall'altro lato della strada e li ha aiutati in altri modi non minori: ha contribuito ad aprire un conto in banca, ad ottenere l'assicurazione per la loro auto e una tessera della previdenza sociale. Ha anche iscritto i due a scuole di volo in Florida e organizzato una festa di benvenuto per i futuri dirottatori, durante la quale li ha introdotti nella comunità musulmana locale.
Altro esempio di attività di al-Bayumi, era la sua abitudine di videoregistrare le strutture commerciali e governativi della zona di San Diego, fatto abbastanza rilevante per dare origine a voci secondo cui egli era un agente saudita.
Una volta che questa storia è diventata nota, è stata oggetto di studi e indagini approfonditi. Alcune di queste indagini hanno portato agli scandali della Riggs Bank del 2003 e del 2004. Anche se ci sono ancora molte domande su al-Bayumi e Basnan, sul rapporto della Commissione sull'11 settembre, alla nota 122 si afferma che i dirottatori al-Midhar e al-Hazmi non hanno ricevuto alcun finanziamento dalla principessa: "Non abbiamo trovato alcuna prova che la principessa Hayfāʾ bint Fayṣal abbia fornito fondi per l'associazione a delinquere, direttamente o indirettamente..." La citazione è stata confermata sia da David D. Aufhauser del Dipartimento del Tesoro statunitense, sia da Adam B. Drucker, del FBI.
Il rapporto non fornisce ulteriori dettagli, o materiale primario a sostegno della sua affermazione secondo cui i trasferimenti di denaro dalla principessa ad al-Bayumi non hanno "direttamente o indirettamente" assistono i dirottatori; poggia semplicemente sul fatto che non vi sono prove in tal senso.

### Reazioni sua e della famiglia
Secondo il quotidiano saudita, "al-Riyad", Hayfāʾ è diventata "così terrorizzata" che ha chiesto che tutti gli assegni emessi dal suo conto presso la Riggs Bank di Washington dal 1994 fossero esaminati. Nel 2002, per quanto concerne le accuse contro di lei, il principe Turkī, suo fratello, ha dichiarato che: "Qualsiasi accusa rivolta verso mia sorella riguardo presunte donazioni di soldi ai dirottatori è totalmente falsa".

## Vita personale
Hayfāʾ è sposata con il principe Bandar bin Sultan Al Sa'ud. Hanno otto figli, quattro femmine e quattro maschi.
Haifa ha detto che quando ha visto Bandar per la prima volta, aveva la sensazione che lo avrebbe sposato. Dopo quattro anni, nel 1972 si sono effettivamente uniti in matrimonio. Ha detto che la loro unione non è stata combinata. Sua madre, ʿIffat, era amica della nonna di Bandar, Haṣṣa. Ha inoltre affermato che il marito piaceva a sua madre.
Haifa è presidente dell'Associazione per la consapevolezza del cancro al seno "Zahra" e fa parte del consiglio dell'Università Effat.